# Santiago Abascal
Santiago Abascal Conde (Bilbao, 1976. április 14. –) spanyol politikus, 2014 szeptembere óta a nacionalista Vox párt elnöke, 2019 óta a spanyol Képviselőház tagja. A Vox megalakulását megelőzően hosszú évekig a Néppárt tagja volt, amelynek színeiben képviselőként bejutott a Baszk Parlamentbe is.

## Élete és politikai karrierje
Abascal 1976. április 14-én született Bilbao városában. 1994-ben, 18 éves korában lépett be a spanyol Néppártba. 1997-től 2007-ig, két cikluson át Llodio városának tanácsosa volt. 2004-től egészen 2009-ig tagja a Baszk Parlamentnek Araba tartományának képviselőjeként.
2013-ban kilépett a Néppártból, és egy új politikai párt, a Vox megalapításában vállalt szerepet. A Vox a 2014-es európai parlamenti választásokon egyetlen mandátumot sem szerzett, melynek következményeképp a párt a szakadás szélére sodródott. A különféle belső viszályoknak köszönhetően a mérsékelt tagok közül többen is távoztak a pártból, így a keményvonalas nézeteket vallók pozíciója megerősödött. Abascalt 2014. szeptember 20-án a párt elnökévé választották.

## Politikai és gazdaságpolitikai nézetei
Abascal a 2018-as politikai programjában az illegális bevándorlók kiutasítását, emellett az észak-afrikai spanyol enklávéban, Ceuta és Melilla területén „átjárhatatlan falak” építését, az iszlám tanításának betiltását, illetve a regionális parlamentek felszámolását szorgalmazta. 2019-ben muszlimellenes retorikát folytatott, és Spanyolország visszahódítását tűzte zászlajára. Tagadja a klímaváltozás jelenségét, a „történelem legnagyobb csalásának” tartja.
Gazdasági kérdésekben José María Aznar, korábbi néppárti miniszterelnök örökségére hivatkozik: támogatja a liberális és konzervatív irányvonalat, valamint az állami kiadások erőteljes csökkentését.

## Magánélete
Első felesége Ana Belén Sánchez, aki Llodio és Zuia városában a Néppárt jelöltje is volt a helyi választásokon. A házasságból két gyermekük született. Abascal 2018 júniusában feleségül vette Lidia Bedman Lapeña spanyol bloggert és influencert, két gyermekük van.
Abascal tagja a Spanyol Madártani Egyesületnek.
Politikai nézetei és munkássága miatt többször halálosan is megfenyegették, emiatt fegyvertartási engedéllyel rendelkezik.

## Fordítás
Ez a szócikk részben vagy egészben  a   Santiago Abascal című angol Wikipédia-szócikk ezen változatának fordításán alapul.  Az eredeti cikk szerkesztőit annak laptörténete sorolja fel. Ez a jelzés csupán a megfogalmazás eredetét és a szerzői jogokat jelzi, nem szolgál a cikkben szereplő információk forrásmegjelöléseként.